# 2000年夏季奥林匹克运动会开曼群岛代表团
2000年夏季奥林匹克运动会开曼群岛代表团是开曼群岛派出的2000年夏季奥林匹克运动会代表团。